# ヤハズカズラ
ヤハズカズラ（矢筈葛、学名：Thunbergia alata）は、キツネノマゴ科ヤハズカズラ属のつる性植物で、家庭園芸で観賞用に栽培されている。属名よりツンベルギアとも呼ばれる。

## 名称
花の中心に目玉のような黒点があり、英語で Black-eyed Susan と呼ぶところから、「黒い瞳のツンベルギア」や「黒い瞳」などの表記も見られる。

## 特徴
アフリカ南部原産で、原産地では多年草になるが、寒さに弱いため、日本では春播きの一年草として扱われている。茎は角張り、稜の部分に翼があり、全体に荒い毛が生えている。葉はハート形。花は夏から初秋にかけて開花し、直径3cmくらいのロート状の合弁花で、黄色または白、芯は紺色である。

## 栽培

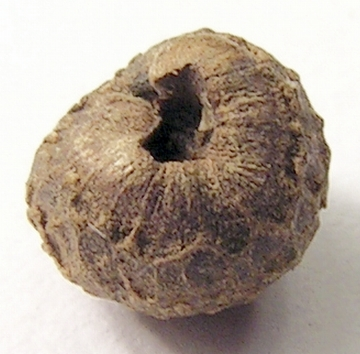
種子

発芽適温が高いので、屋外で蒔く場合は、東京付近なら5月上旬くらいにする。ぬるま湯に一晩つけてから蒔くと発芽しやすい。覆土は、1cm位する。日当たりと排水の良いところなら比較的よく育つ。
花壇、特に垣根に沿って植えるとよい。また、朝顔のように行燈作りにして鉢植えで愉しむのも良い。